# اس‌اس اربیتا
اس‌اس اربیتا (به انگلیسی: SS Orbita) یک کشتی بود که طول آن ۵۵۰٫۳ فوت (۱۶۷٫۷ متر) بود. این کشتی در سال ۱۹۱۵ ساخته شد.